# Siamesisch-Birmanischer Krieg 1548–1549
Der Siamesisch-Birmanische Krieg 1548–1549 (thailändisch: สงครามพม่า-สยาม พ.ศ. 2091–2092, birmanisch: မြန်မာ–ယိုးဒယားစစ် (၁၅၄၈)) war eine militärische Auseinandersetzung zwischen dem siamesischen Königreich Ayutthaya unter Maha Chakkraphat und dem birmanischen Königreich Pegu der Taungu-Dynastie unter Tabinshwehti. Sie führte zum Tod der Königin von Ayutthaya, Suriyothai, und deren Tochter Boromdilok. Der Krieg wird deshalb in Thailand auch „Krieg, der zum Verlust von Königin Suriyothai führte“ (สงครามคราวเสียสมเด็จพระสุริโยไท) oder auch „Tabinshwehtis Krieg“ (สงครามพระเจ้าตะเบ็งชเวตี้) genannt.

## Vorgeschichte
Das Königreich Ayutthaya im zentralthailändischen Becken des Mae Nam Chao Phraya (Chao-Phraya-Fluss) entwickelte sich nach seiner Gründung um 1350 zu einem wichtigen Warenumschlagplatz in Südostasien. Durch das Mitte des 15. Jahrhunderts unter König Trailok eingeführte Sakdina-System der hierarchischen und bürokratischen Herrschaft über Arbeitskräfte (die im vormodernen Südostasien die wohl wichtigste Ressource waren) war sein Bestand dauerhaft gesichert und weitere Expansion möglich. Es hatte damit einen Vorteil gegenüber seinen Nachbarn, die nur kleinräumige oder kurzlebige Herrschaftsgebiete hatten. Ende des 15. Jahrhunderts brachte Ayutthaya einen Teil der Malaiischen Halbinsel unter seine Kontrolle, über die wichtige Routen des Handels über den Indischen Ozean verliefen.
Tabinshwehti bestieg 1531 den Thron des kleinen Fürstentums Taungu im Nordosten von Unterbirma. Während der folgenden Jahre brachte er die meisten Reiche auf dem Boden des heutigen Birma unter seine Kontrolle, 1539 auch das um das Irrawaddy-Delta gelegene Mon-Königreich Pegu. Anschließend verlegte er seine Residenz in die prosperierende Handelsmetropole. Er hoffte, von dort aus bedeutende Hafenstädte wie Martaban, Tavoy und Mergui (an der Tenasserimküste) kontrollieren bzw. erobern zu können. Pegu war außerdem ein günstiger Ausgangspunkt für Angriffe auf Siam.
Laut Luang Prasoets Chronik von Ayutthaya erfolgte der erste Feldzug Tabinshwehtis auf das Einflussgebiet Ayutthayas bereits 1538. Er soll damals die Stadt Chiang Krai (im heutigen Bezirk Mawlamyaing), einen Vasallen Ayutthayas, besetzt haben, jedoch bald zurückgeschlagen worden sein. In den birmanischen Chroniken Maha Yazawin von U Kala und Hmannan Yazawin („Glaspalastchronik“) steht allerdings nichts darüber. Ihnen zufolge begann die erste Aggression mit dem Angriff der Truppen Ayutthayas auf das damals zu Pegu gehörende Tavoy. Der dortige Gouverneur war überrascht und leistete kaum Widerstand. Um 1546 zog Tabinshwehti in den Norden, um Oberbirma von den Shan zu erobern. Als er über den zentralen Teil des Irawaddy-Tals verfügen konnte, nannte er sich „König von ganz Birma“ und zog gegen das westlich gelegene Reich Arakan, das an Indien grenzt.

## Verlauf
Die Aktionen von Tabinshwehti blieben nicht ohne Eindruck auf Ayutthaya und seinen König Maha Chakkraphat, der früher oder später eine Invasion Tabinshwehti in sein Einflussgebiet erwartete. Er schlug deshalb in einem Präventivschlag gegen Tavoy zu, das früher zum Einflussbereich Ayutthayas gehört hatte. Daraufhin ließ Tabinshwehti seine Truppen aus Arakan abziehen und gegen Ayutthaya werfen. Zusammen mit portugiesischen Söldnern verfolgte er die siamesischen Truppen von Tavoy bis vor ihre Hauptstadt, die er belagerte.
Während der Belagerung fand sich der siamesische König in Schwierigkeiten, aus denen ihn seine als Soldat verkleidete Frau Suriyothai befreien wollte. Dies gelang ihr zwar, doch gab sie dabei ihr Leben, und auch ihre Tochter wurde bei den Kämpfen getötet. Außerdem konnten die Truppen Tabinshwehtis den Prinzen Ramesuan († 1564) fangen. Dennoch ging die Belagerung für die Armee des birmanischen Königs erfolglos zu Ende, da ihnen der Nachschub ausging. Tabinshwehti musste seine königlichen Geiseln gegen freien Abzug ziehen lassen.

## Wirkung
Im Film Die Legende der Suriyothai (2001) wird die Geschichte des Krieges dargestellt. 